# به مژگان سیه کردی هزاران رخنه در دینم
غزلی با مطلع «به مژگان سیه کردی هزاران رخنه در دینم»، غزل شمارهٔ ۳۵۴ از دیوانِ حافظ در تصحیحِ محمد قزوینی و قاسم غنی است.

## در اجراها
محمود محمودی خوانساری در برنامهٔ شمارهٔ ۷۰ از مجموعهٔ گل‌های تازه این غزل را در آوازِ دشتی و عبدالعلی وزیری در برنامهٔ شمارهٔ ۲ از مجموعهٔ گل‌های جاویدان این غزل را در دستگاهِ شور اجرا کرده‌اند.